# Smardyń
Smardyń – osada w Polsce położona w województwie zachodniopomorskim, w powiecie stargardzkim, w gminie Dolice.
W latach 1975–1998 miejscowość położona była w województwie szczecińskim.